# ولادیمیر رسنیچنکو
ولادیمیر رسنیچنکو (انگلیسی: Wladimir Resnitschenko؛ زادهٔ ۲۷ ژوئیهٔ ۱۹۶۵)  شمشیرباز اهل اتحاد جماهیر شوروی سوسیالیستی-آلمان بود.
از باشگاه‌هایی که در آن بازی کرده‌است می‌توان به تاوبربیشوفزهایم اشاره کرد.
وی در مسابقات کشوری و بین‌المللی در مجموع برندهٔ ۱ مدال طلا، ۱ مدال برنز شده‌است.